# Vylgort
Vylgort (russe : Выльгорт, komi : Выльгорт, Vyľgort) est un village et le centre administratif du raïon de Syktyvdin de la république des Komis en Russie.